# Capilla Nicolina
La Capilla Nicolina (en italiano: Cappella Niccolina) es una capilla en el Palacio Apostólico, en la Ciudad del Vaticano. Es especialmente notable por sus pinturas al fresco de Fra Angelico (1447-1451) y sus asistentes, que pudieron haber ejecutado la mayor parte del trabajo real. El nombre se deriva de su mecenas, el papa Nicolás V, quien la había construido para su uso como su capilla privada.
La capilla está ubicada en la Torre de Inocencio III, en la parte más antigua del Palacio Apostólico. Las paredes fueron decoradas por Fra Angelico con imágenes de dos de los primeros mártires cristianos, San Esteban y San Lorenzo.